# آنتونی ولف
آنتونی ولف (انگلیسی: Anthony Wolfe؛ زادهٔ ۲۳ دسامبر ۱۹۸۳) یک بازیکن فوتبال اهل ترینیداد و توباگو است.
وی همچنین در تیم ملی فوتبال ترینیداد و توباگو بازی کرده‌است.